# Betsy Brandt
Betsy Ann Brandt (Bay City, 14 de marzo de 1973) es una actriz estadounidense, conocida por personificar a Marie Schrader en la serie de televisión Breaking Bad.

## Biografía

### Infancia y educación
Brandt nació en Bay City, Míchigan. Su padre, Gary, era electricista y su madre, Janet, era docente. Se graduó de la Escuela Secundaria Western en 1991.
Brandt se graduó de la Universidad de Illinois en Urbana-Champaign en 1996, donde estudió actuación. También estudió Teatro en la Universidad Harvard (en el Moscow Art Theatre Institute), y en la Royal Scottish Academy of Music and Drama en Glasgow.

### Carrera
En el teatro, Brandt ha participado en la obra Mucho ruido y pocas nueces con la Arizona Theatre Company, en Control+Alt+Delete con San Jose Repertory Theatre, en Ridiculous Fraud de Beth Henley, en The Language Archive de Julia Cho con South Coast Repertory y en Next Fall con Geffen Playhouse.
Brandt ha tenido participaciones en las series televisivas Without a Trace (donde interpretó a Libby, un personaje recurrente), Judging Amy, ER, Boston Legal, The Practice y NCIS. Desde 2008 hasta 2013, interpretó a Marie Schrader en la serie dramática Breaking Bad, emitida por el canal de televisión AMC. Brandt había audicionado para tres papeles diferentes antes de que le ofrecieran el personaje de Marie.
En noviembre de 2012, comenzó a interpretar a Sandy, la exesposa de Hank Rizzoli (personificado por Ray Romano) en el drama de NBC Parenthood. Al año siguiente, fue contratada para personificar a Annie Henry en The Michael J. Fox Show, pero la serie fue cancelada  tras una única temporada al aire.

## Filmografía

### Cine
| Año  | Título                              | Papel          | Notas          |
| ---- | ----------------------------------- | -------------- | -------------- |
| 2013 | The Professor                       | The Professor  | Película corta |
| 2012 | Magic Mike                          | Banquera       |                |
| 2011 | Jeremy Fink and the Meaning of Life | Madame Zaleski |                |
| 2005 | All Features Great and Small        | Jennifer       | Película corta |
| 2005 | Shelf Life                          | Nikki Reynolds |                |
| 2001 | Memphis Bound and Gagged            | The Director   |                |
| 2001 | The Red Boot Diaries                | Rachel         | Short film     |
| 1998 | Confidence                          | Natasha        | Short film     |

### Televisión
| Año       | Título                     | Papel                    | Notas                                                                            |
| --------- | -------------------------- | ------------------------ | -------------------------------------------------------------------------------- |
| 2022      | Better Call Saul           | Marie Schrader           | 1 Episodio (Cameo)                                                               |
| 2015-     | Life in Pieces             | Heather (Short) Hughes   | Elenco principal                                                                 |
| 2014-     | Members only               | Leslie Holmes            | Piloto                                                                           |
| 2014-     | Masters of Sex             | Barbara                  | 7 episodios                                                                      |
| 2013-     | The Michael J. Fox Show    | Annie Henry              | Elenco principal; en filmación Estreno previsto para el 26 de septiembre de 2013 |
| 2013      | Marie                      | Sí misma                 | Tia & Tamera Mowry (#1.137)                                                      |
| 2013      | The Nerdist                | Sí misma                 | Episodio #1.3                                                                    |
| 2013      | Body of Proof              | Susan Hart               | Eye for an Eye (#3.5)                                                            |
| 2012      | Parenthood                 | Sandy                    | Trouble in Candyland (#4.10)                                                     |
| 2012      | The John Kerwin Show       | Sí misma                 | Betsy Brandt (#2.104)                                                            |
| 2012      | Fairly Legal               | Natalie Roberts          | Shattered (#2.10)                                                                |
| 2012      | Hollywood Uncensored       | Sí misma                 | 3 episodios                                                                      |
| 2011-2012 | Private Practice           | Joanna Gibbs             | 2 episodios                                                                      |
| 2011      | No Ordinary Family         | Dr. Lena Hopkins         | No Ordinary Double Standard (#1.14)                                              |
| 2010      | The Whole Truth            | Hermana Theresa Bendicta | Thicker Than Water (#1.2)                                                        |
| 2010      | Miami Medical              | Dana                     | Medicine Man (#1.13)                                                             |
| 2010-2012 | The Soup                   | Sí misma                 | 3 episodios                                                                      |
| 2008-2013 | Breaking Bad               | Marie Schrader           | Elenco principal; 62 episodios                                                   |
| 2007      | Boston Legal               | Gwen Richards            | Hope and Gory (#4.5)                                                             |
| 2007      | Side Order of Life         | Sara Rose                | Aliens (#1.11)                                                                   |
| 2006      | CSI                        | Dawn Hanson              | Burn Out (#7.6)                                                                  |
| 2006      | Close to Home              | Karen Randall            | Reasonable Doubts (#1.15)                                                        |
| 2005      | Medical Investigation      | Karen Banks              | Ice Station (#1.14)                                                              |
| 2004      | Back When We Were Grownups | Nono                     | Película para TV                                                                 |
| 2004      | NCIS                       | P.O. Barbara Swain       | The Good Wives Club (#2.2)                                                       |
| 2004      | The Practice               | Lynda Hobbs              | Adjourned (alias Cheers) (#8.22)                                                 |
| 2003      | ER                         | Franny Myers             | Death and Taxes (#10.7)                                                          |
| 2003      | Without a Trace            | Libby Coulter            | 2 episodios                                                                      |
| 2003      | The Guardian               | Sofia Trokey             | The Intersection (#2.17)                                                         |
| 2002      | JAG                        | Leslie Rosenbaum         | The Promised Land (#8.2)                                                         |
| 2001      | Judging Amy                | Elizabeth Granson        | Imbroglio (#3.7)                                                                 |

## Vida personal
Brandt está casada con su compañero de la universidad Grady Olsen; tienen dos hijos, Josephine y Freddie. Dio a luz a su segundo hijo en 2008, cuando estaba en producción la segunda temporada de Breaking Bad. Brandt y su familia residen en Los Ángeles.